# Лихтош
Лихтош — река в России, протекает по Вологодскому району Вологодской области. Устье реки находится в 36 км по левому берегу реки Комёлы. Длина реки составляет 39 км.
Берёт начало примерно в 23 км к юго-западу от Вологды и в 30 км к северо-западу от Грязовца, возле деревни Красково (Спасское сельское поселение). В верхнем течении течёт на северо-восток, в среднем — на восток, в нижнем — на юг. Протекает деревни Васнево, Семёновское, Винниково и Погорелка.
Впадает в Комёлу рядом с деревней Сестрилка (Подлесное сельское поселение).

## Данные водного реестра
По данным государственного водного реестра России относится к Двинско-Печорскому бассейновому округу, водохозяйственный участок реки — Северная Двина от начала реки до впадения реки Вычегда, без рек Юг и Сухона (от истока до Кубенского гидроузла), речной подбассейн реки — Сухона. Речной бассейн реки — Северная Двина.
Код объекта в государственном водном реестре — 03020100312103000006882.